# 中北千枝子
中北千枝子（日语：／ Nakakita Chieko，1926年5月21日—2005年9月13日），本名田中千枝子，女，日本演员。曾获得每日電影獎最佳女配角、藍絲帶獎最佳女配角等奖项。